# Cohors I Raetorum (Moesia)
Die Cohors I Raetorum [equitata] [Gordiana] (deutsch 1. Kohorte der Räter [teilberitten] [die Gordianische]) war eine römische Auxiliareinheit. Sie ist durch Militärdiplome, Inschriften und Arrians Werk Ἔκταξις κατὰ Ἀλάνοον belegt.

## Namensbestandteile
- Cohors: Die Kohorte war eine Infanterieeinheit der Auxiliartruppen in der römischen Armee.

- I: Die römische Zahl steht für die Ordnungszahl die erste (lateinisch prima). Daher wird der Name dieser Militäreinheit als Cohors prima .. ausgesprochen.

- Raetorum: der Räter. Die Soldaten der Kohorte wurden bei Aufstellung der Einheit aus dem Volk der Räter auf dem Gebiet der römischen Provinz Raetia rekrutiert. Die Hilfstruppeneinheiten der Räter wurden laut Tacitus zu zwei verschiedenen Zeitpunkten aufgestellt: nach der Eroberung Raetiens um 15 v. Chr. sowie um 70 n. Chr. in Folge des Helvetieraufstands.[1]

- equitata: teilberitten. Die Einheit war ein gemischter Verband aus Infanterie und Kavallerie.

- Gordiana: die Gordianische. Eine Ehrenbezeichnung, die sich auf Gordian III. (238–244) bezieht. Der Zusatz kommt in einer Inschrift[2] vor.

Da es keine Hinweise auf den Namenszusatz milliaria (1000 Mann) gibt, war die Einheit eine Cohors quingenaria equitata. Die Sollstärke der Kohorte lag bei 600 Mann (480 Mann Infanterie und 120 Reiter), bestehend aus 6 Centurien Infanterie mit jeweils 80 Mann sowie 4 Turmae Kavallerie mit jeweils 30 Reitern.

## Geschichte
Die Kohorte war in den Provinzen Moesia, Moesia inferior, Cappadocia und Asia (in dieser Reihenfolge) stationiert. Sie ist auf Militärdiplomen für die Jahre 75 bis 148 n. Chr. aufgeführt.
Die Einheit war vermutlich zunächst in der Provinz Syria stationiert; wahrscheinlich war sie Teil der Streitkräfte, die mit Gaius Licinius Mucianus aus dem Osten des römischen Reiches kamen. Danach wurde sie in der Provinz Moesia stationiert. Der erste Nachweis in Moesia beruht auf einem Diplom, das auf 75 datiert ist. In dem Diplom wird die Kohorte als Teil der Truppen (siehe Römische Streitkräfte in Moesia) aufgeführt, die in der Provinz stationiert waren. Ein weiteres Diplom, das auf 92 datiert ist, belegt die Einheit in Moesia inferior.
Zu einem unbestimmten Zeitpunkt wurde die Kohorte in die Provinz Galatia et Cappadocia verlegt. Der erste Nachweis in der Provinz beruht auf einem Diplom, das auf 99 datiert ist. In dem Diplom wird die Kohorte als Teil der Truppen (siehe Römische Streitkräfte in Cappadocia) aufgeführt, die in der Provinz stationiert waren. Ein weiteres Diplom, das auf 101 datiert ist, belegt die Einheit in derselben Provinz.
Möglicherweise war die Kohorte um 123 für einige Zeit in Asia minor stationiert. Danach war sie Teil der Streitkräfte, die Arrian für seinen Feldzug gegen die Alanen (Ἔκταξις κατὰ Ἀλάνοον) um 135 mobilisierte. Arrian erwähnt in seinem Bericht eine Einheit, die er als οἱ ἀπὸ τῆς πρώτης ῾Ραιτικῆς bezeichnet.
Zu einem unbestimmten Zeitpunkt wurde die Kohorte in die Provinz Asia verlegt. Der erste Nachweis in der Provinz beruht auf einem Diplom, das auf 148 datiert ist. Durch Inschriften ist die Einheit für die Jahre 196 und 211/217 in der Provinz belegt.
Der letzte Nachweis der Einheit beruht auf einer Inschrift, die auf 238/244 datiert wird.

## Standorte
Standorte der Kohorte in Asia waren möglicherweise:
- Ephesus: eine Inschrift[9] wurde hier gefunden. Durch die Inschrift ist belegt, dass Angehörige der Einheit während der Regierungszeit von Caracalla (211–217) in der stratura des Officiums des Procurators tätig waren.

- Eumeneia: mehrere Inschriften[10] wurden hier gefunden. Durch eine Inschrift ist belegt, dass das Lager der Einheit 196 wiederaufgebaut wurde, nachdem es von einem Erdbeben zerstört worden war.

Vermutlich war die Einheit im späten 2. Jhd. zwischen den beiden Orten aufgeteilt.

## Angehörige der Kohorte
Folgende Angehörige der Kohorte sind bekannt.

### Kommandeure
| - [], ein Tribun - []elius Asklepiodotus, ein Tribun (MAMA 11.28.) - [Π. Αιλ]ιος Φα[υστια]νος (P. Aelius Faustianus), ein χειλιαρχος (IGR 4.728) - Gaius Cassius Primus, ein Präfekt - Gaius Rasinius Tettianus, ein Präfekt - Flavius Iulianus: er wird auf dem Diplom von 148 als Kommandeur genannt. | - Gaius Quintius Laberius Tutor Sabinianus: er wird auf dem Diplom von 75 als Kommandeur genannt. - L(ucius) Lucilius Pansa Priscillianus (AE 1988, 1023) - Marcus Petronius Honoratus, ein Präfekt - M(arcus) Pon[tius] []tius, ein Präfekt (CIL 11, 3101) - Publius Besius Betuinianus Gaius Marius Memmius Sabinus, ein Präfekt |

### Sonstige
| - Αντωνεινος (Antonius), ein στρατεωτης (IGR 4.729) - Aurelius Menander, ein Reiter - Aurelius Nicias, ein Reiter - Διοδωρος Φλ. Διοδορον, ein στρατιωτης - Γ. Ιουβεντιος Ρουφος, ein στρατιωτης - Γαιος Ιουλιος Μυρτιλος, ein Veteran - Hera, ein Fußsoldat: das Diplom von 75 wurde für ihn ausgestellt. | - Ilus Gemelus, ein Reiter und Custos armorum (MAMA 11.33.) - Ιουλιος Παπιας (Iulius Papias), ein Reiter und Custos armorum (IGR 4.736) - Κ. Ουιβιος Ρουφος, ein Veteran - Κλ. Τορκνατος (AE 1901,33) - Lualis, ein Fußsoldat: das Diplom von 148 wurde für ihn ausgestellt. - Μ. Σηιος Δημαγορας - Nicator, ein Decurio |